# Dimitri Sousa
Dimitri Chatzicharalambous Sousa (San Paolo, 15 novembre 1994) è un cestista brasiliano con cittadinanza greca.
Ala di 194 cm, ha giocato nelle massime serie brasiliana e venezuelana.